# Liste der Kulturgüter in Ormont-Dessus
Die Liste der Kulturgüter in Ormont-Dessus enthält alle Objekte in der Gemeinde Ormont-Dessus im Kanton Waadt, die gemäss der Haager Konvention zum Schutz von Kulturgut bei bewaffneten Konflikten, dem Bundesgesetz vom 20. Juni 2014 über den Schutz der Kulturgüter bei bewaffneten Konflikten sowie der Verordnung vom 29. Oktober 2014 über den Schutz der Kulturgüter bei bewaffneten Konflikten unter Schutz stehen.
Objekte der Kategorien A und B sind vollständig in der Liste enthalten, Objekte der Kategorie C fehlen zurzeit (Stand: 1. Januar 2023).

## Kulturgüter
| Foto |                                                                            | Objekt | Kat. | Typ | Standort                                 | Beschreibung |
| ---- | -------------------------------------------------------------------------- | --- | ---- | --- | ---------------------------------------- | ------------ |
| ja   | Datei hochladen · Wikidata zu Sägewerk (Q3475814)                          | Sägewerk / Scierie KGS-Nr.: 06386 | A    | G   | Chemin des Planches 6 576100 / 133780    |              |
| ja   | Datei hochladen · Wikidata zu Reformierte Kirche Saint-Théodule (Q3586125) | Reformierte Kirche Saint-Théodule / Église réformée Saint-Théodule KGS-Nr.: 10601                                                              | A    | G   | Route de Vers l’Église 2 576377 / 133630 |              |
| BW   | Datei hochladen                                                            | Alpage des Traverses, sechs Alphütten und ein Stall / Alpage des Traverses, six chalets d’alpage et une écurie KGS-Nr.: 06385                  | B    | G   | Marnex 578089 / 135244                   |              |
| ja   | Datei hochladen · Wikidata zu Musée des Ormonts (Q27487040)                | Musée des Ormonts KGS-Nr.: 14708 | B    | S   | Route de Vers l’Église 5 576401 / 133648 |              |
| ja   | Datei hochladen · Wikidata zu Gemeindearchiv Vers-L'Eglise (Q27487039)     | Gemeindearchiv / Archives communales KGS-Nr.: 14709                                                                                            | B    | S   | Vers l’Église 576397 / 133651            |              |
| ja   | Datei hochladen · Wikidata zu Pfarrhaus (Q29891371)                        | Pfarrhaus / Cure KGS-Nr.: 14710 | B    | G   | Route de Vers l’Église 1 576358 / 133652 |              |
| BW   | Datei hochladen                                                            | Alpage des Traverses, vier Alphütten und eine Stallscheune / Alpage des Traverses, quatre chalets d’alpage et une grange-écurie KGS-Nr.: 17455 | B    | G   | Métreille 578871 / 135177                |              |
| BW   | Datei hochladen                                                            | Alpage des Traverses, sieben Alphütten und eine Stallscheune / Alpage des Traverses, sept chalets d’alpage et une grange-écurie KGS-Nr.: 17456 | B    | G   | La Dix 577498 / 135452                   |              |
| BW   | Datei hochladen                                                            | Alpage des Traverses, sechs Alphütten und ein Stall / Alpage des Traverses, six chalets d’alpage et une écurie KGS-Nr.: 17457                  | B    | G   | La Première 575695 / 135466              |              |